# 貝児

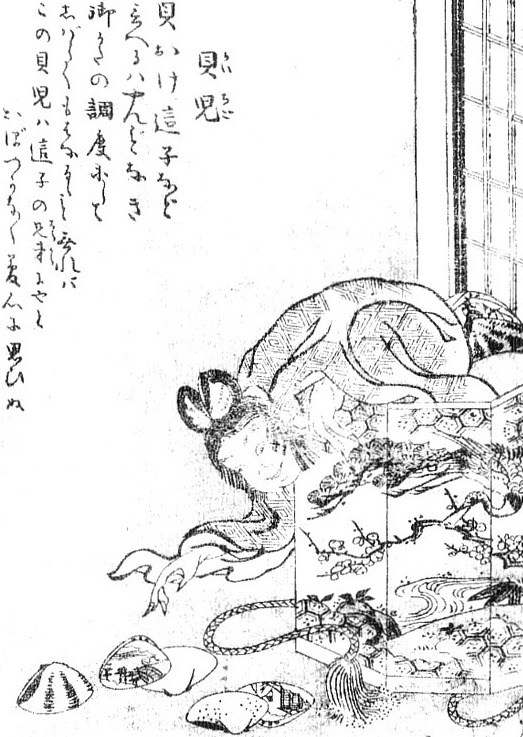
鳥山石燕『百器徒然袋』より「貝児」

貝児（かいちご）は、鳥山石燕の妖怪画集『百器徒然袋』にある妖怪。

## 概要
画図では貝桶から子供のような姿の者が這い出る様子が描かれている。貝桶とは、日本の中世から江戸時代にかけて伝わる遊戯の貝合わせや貝覆いに用いる貝殻の入れ物であり、解説文には「この貝児は這子の兄弟にやと、おぼつかなく夢心に思ひぬ」とあるが、這子とは幼児のお守りに使われた四つんばい姿の幼児の人形のことで、石燕は貝児をその這子の兄弟かとしている。
この貝児が出現したという明確な伝承は残されていないため、貝合わせの貝が妖怪化したものとして石燕が創作したと考えられている。
また、かつて貝桶は母親から娘へ贈られる嫁入り道具の一つとして珍重されており、古来の嫁入り道具は親から子へと受け継がれ、数百年も伝わっているものも珍しくなかったことから、歳月を経た嫁入り道具の貝桶から生まれたものという解釈もある。